# 関門橋
関門橋（かんもんきょう）は、山口県下関市と福岡県北九州市門司区の間の関門海峡を跨ぐ道路橋である。全長は1068メートルで、本州と九州を結ぶ陸路の輸送力を拡張するため1973年（昭和48年）11月14日に開通した。この橋梁を含む区間の高速道路（高速自動車国道）の通称でもあり、西日本高速道路（NEXCO西日本）が管理している。
関門海峡には関門橋とは別に3本の海底トンネルも設けられている（国道2号の関門トンネルと、鉄道用に山陽本線の関門トンネルおよび山陽新幹線の新関門トンネル）。

## 概説

### 橋梁について
関門海峡の最狭部である下関市壇之浦と北九州市門司区門司（和布刈地区）を結ぶ海上橋である。橋長1,068 m、最大支間長712 mは、若戸大橋（橋長627 m、最大支間長367 m）をしのぎ、開通時点では日本および東洋最長の吊橋となった。若戸大橋と並んで、その建設は明石海峡大橋など国内の長大橋の先駆けとなった。

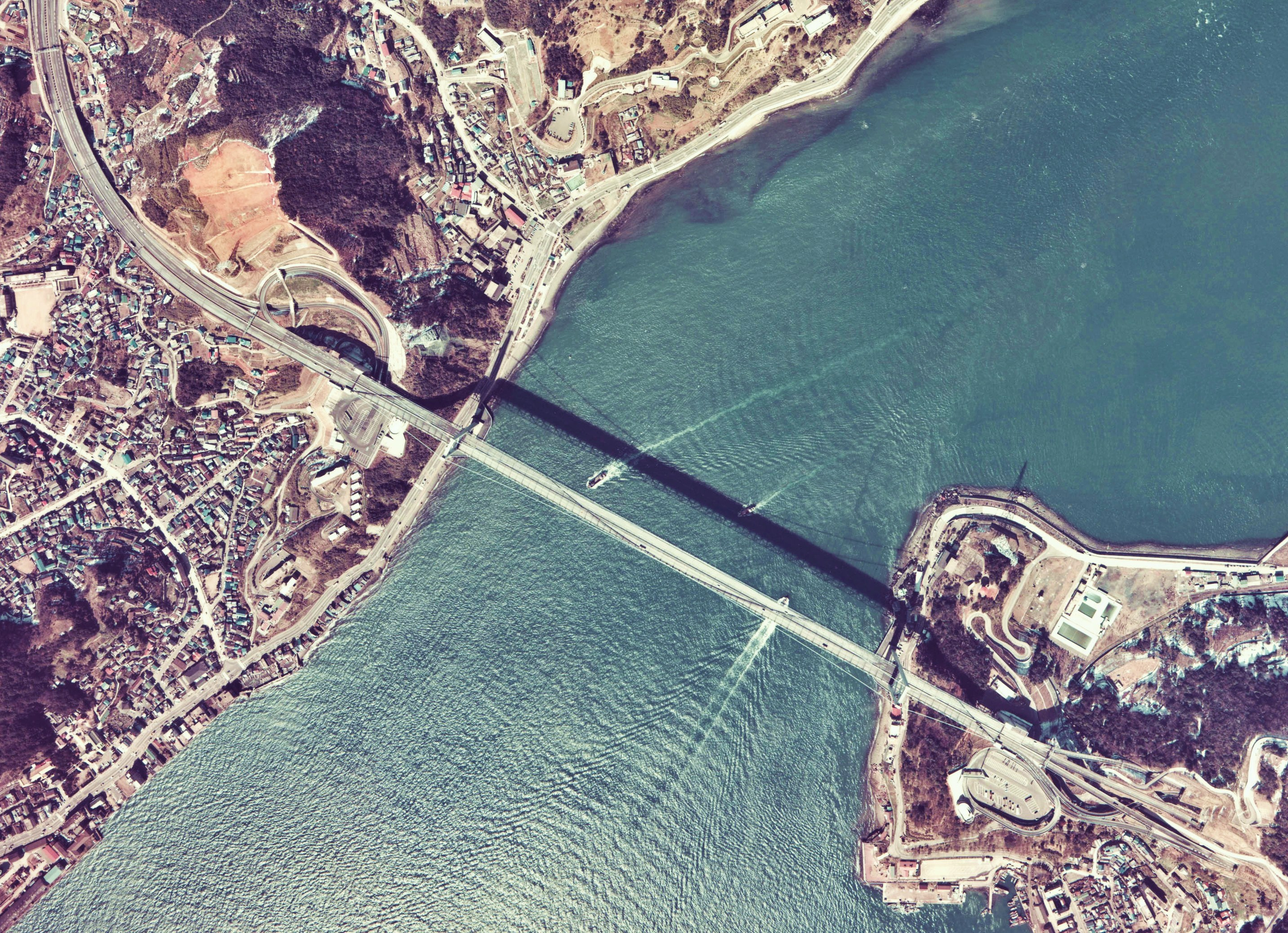
関門橋付近の空中写真（1974年撮影）

形式は標準的な3径間の吊橋で、補剛桁はトラス。橋梁等の防食法には溶射が採用されている。関門海峡は大型船舶も航行する重要航路であることから、建設当時で世界最大級のクルーズ客船であった英国「キャンベラ」のマストが高さ57 mであったことから、桁下から海面までは61 mの高さを確保している。ただし、干潮時を利用して最大高さ62 mの船までは通れるとされており、海上保安庁が個別に通航可能かどうか判断している。主ケーブルの直径は67センチメートル (cm) 、ハンガーケーブルの直径は53 cm。
建設当時、航空法の規定により高さ60 m以上の建造物は赤か、赤と白の2色塗りにするとされていたが、景観上・航行上好ましくないとして折衝が行われ、サーチライト型の航空灯を設置することと引き換えに塗装を選べることになり、自然になじむグレーグリーンが選択された。これを契機に色に関する規制も見直された。
1973年（昭和48年）度には、橋梁・鋼構造工学での優れた業績に対して贈られる土木学会田中賞（作品部門）を受賞した。
架橋から40年が経過し、交通量の増大に伴い様々な部分に劣化が進んでいることから、2011年度からの5年計画による大規模補修が行われた。具体的な補修内容としては、補剛桁と主塔の塗替塗装、補剛材補修と支承およびボルトの交換、劣化が著しい橋台上面と下面のコンクリート床版の補修と舗装打ち替えなど。
特に床版補修においては、2013年8月から3期に分けて工事が行われ、この間は片側3車線のうち2車線を通行規制して1車線運用するほど大規模なものであった。

### 高速道路について
橋梁の前後区間を含む下関IC - 門司IC間の高速自動車国道としての政令による正式な路線名は、関門自動車道（かんもんじどうしゃどう、英語: KANMON EXPWY）となっており、正式には下関IC以東の中国自動車道でも、門司IC以南の九州自動車道でもない、「国土開発幹線自動車道以外の指定高速道路」である。ただし、この区間のキロポストの標識およびインターチェンジ番号は吹田JCT（中国道起点）からの通算であり、一般道での各インターチェンジへの案内標識も基本的には「中国自動車道・九州自動車道」と表記され「関門橋」「関門自動車道」と表記されるケースは少ない。ただし、地図での表記は「関門橋」または「関門自動車道」「関門橋道路」となっている。略称は関門道（かんもんどう）。
全区間が西日本高速道路九州支社（北九州高速道路事務所）の管理区間。
建設費が割高なことや、国道2号の関門トンネルと交通量を適正配分するために、関門橋を含める下関IC - 門司港IC間の通行料金は開通当初から長らく普通車で1 kmあたり64円（通常区間の約2.6倍）に設定されていたが、2011年8月1日から2014年3月31日の期間限定で通常区間と同じ通行料金に大幅値下げされていた。2014年4月1日から元の料金に消費税上昇分を加算した新料金となったが、ETC利用時は割引料金が適用されている。
関門海峡を横断する陸上交通網では唯一地上にあり（山陽本線、国道2号、山陽新幹線は海底トンネル）、アジアハイウェイ1号線「AH1」の一部を構成している。下関IC - 門司港ICは片側3車線。高速道路ナンバリングによる路線番号は、中国自動車道とともに「E2A」が割り振られている。

## インターチェンジなど
- IC番号欄の背景色が■である区間は既開通区間に存在する。
施設欄の背景色が■である区間は未開通区間または未供用施設に該当する。
未開通区間の名称は全て仮称である。
- スマートインターチェンジ (SIC) は背景色■で示す。
- 路線名の特記がないものは市道。
- バスストップ (BS) のうち、○/●は運用中、◆は休止中の施設。無印はBSなし。
- 英略字は以下の項目を示す。
IC：インターチェンジ、SIC：スマートインターチェンジ、JCT：ジャンクション、SA：サービスエリア、PA：パーキングエリア、BS：バスストップ
- 下関IC - 門司港ICまでのIC番号は中国自動車道からの連番で、門司ICは九州自動車道のIC番号である。

| IC 番号                | 施設名       | 接続路線名                                 | 吹田 から (km) | 下関 から (km) | BS | 備考                            | 所在地                 | 所在地                 |
| ---------------------- | ------------ | ------------------------------------------ | -------------- | -------------- | -- | ------------------------------- | ---------------------- | ---------------------- |
| E2A 中国自動車道       |              |                                            |                |                |    |                                 |                        |                        |
| 37                     | 下関IC       | 県道57号下関港線 県道258号武久椋野線       | 540.1          | 0.0            |    |                                 | 山口県 下関市          | 山口県 下関市          |
| -                      | 下関壇之浦BS | -                                          | 541.1          | 1.0            | ◆  |                                 | 山口県 下関市          | 山口県 下関市          |
| -                      | 壇之浦PA     | -                                          | 541.7          | 1.6            |    | 下り線のみ                      | 山口県 下関市          | 山口県 下関市          |
| 関門橋で関門海峡を渡る |              |                                            |                |                |    |                                 |                        |                        |
| -                      | めかりPA     | -                                          | 543.1          | 3.0            |    | 上り線のみ 門司港ICから利用不可 | 福岡県 北九州市 門司区 | 福岡県 北九州市 門司区 |
| 38                     | 門司港IC/BS  | 県道72号黒川白野江東本町線                 | 544.4          | 4.3            | ◆  | 下関JCT方面出入口               | 福岡県 北九州市 門司区 | 福岡県 北九州市 門司区 |
| 1                      | 門司IC       | 北九州高速4号線 県道72号黒川白野江東本町線 | 549.5          | 9.4            |    |                                 | 福岡県 北九州市 門司区 | 福岡県 北九州市 門司区 |
| E3 九州自動車道        |              |                                            |                |                |    |                                 |                        |                        |

## 歴史
- 1968年（昭和43年）
  - 3月19日：高速自動車国道の路線を指定する政令の一部を改正する政令施行により、高速自動車国道の路線に「関門自動車道」として追加される。
  - 6月：起工式。
- 1973年（昭和48年）11月14日：開通[2]。中国自動車道、北九州道路と接続。開通に併せ、これを記念する額面20円の切手が発行された。
- 1984年（昭和59年）3月27日：九州自動車道と接続。

## 路線状況

### 制限速度
車種に関係なく全て80km/h

### サービスエリア・パーキングエリア
休憩施設は下り福岡方面に向かって、下関市に壇之浦パーキングエリア (PA)、上り山口方面に向かって、めかりPA（北九州市）がそれぞれ設置されている。どちらも本州と九州の対岸に位置したPAでレストランと24時間営業の売店が備わっている。壇之浦PAには宿泊施設（ファミリーロッジ旅籠屋）もある。ただし、ガソリンスタンドはどちらのPAにも設置されていない。

### 主な施設
和布刈トンネル（下関IC - 門司港IC間）
門司側の和布刈公園の真下をトンネルで通過している。
上下本線と、門司港IC（ハーフインターチェンジ）のランプウェイ（対面通行区間）の計3本が存在する。
なお、地形上の制約により和布刈トンネル出口から本線合流部までのランプウェイを共用している関係で、門司港ICからめかりPAを利用することはできない。
- 全長 - 522 m（上り線）、582 m（下り線）、635 m（門司港ICランプ部）

大久保トンネル（門司港IC - 門司IC間）
- 全長 - 353 m（上り線）、412 m（下り線）

山中トンネル（門司港IC - 門司IC間）
- 全長 - 345 m（上り線）、338 m（下り線）

### 交通量
24時間交通量（単位：台） 道路交通センサス
| 区間              | 平成17（2005）年度 | 平成22（2010）年度 | 平成27（2015）年度 |
| ----------------- | ------------------ | ------------------ | ------------------ |
| 下関IC - 門司港IC | 28,837             | 61,384             | 35,676             |
| 門司港IC - 門司IC | 26,446             | 39,790             | 32,893             |

（出典：「平成22年度道路交通センサス」・「平成27年度全国道路・街路交通情勢調査」（国土交通省ホームページ）より一部データを抜粋して作成）
令和2年度（2020年度）に実施予定だった交通量調査は、新型コロナウイルスの影響で延期された。
2010年（平成22年）度調査の交通量が2005年（平成17年）度調査のものに比べて極端に増大しているのは、調査期間中が関門トンネルのリフレッシュ工事中であったためで、通常はトンネルに向かう交通量が全て関門橋に集まったことによるものである。
供用開始50年を前にした2023年3月末までの累計交通量は約4億7千万台であった。

## 地理

### 通過する自治体
- 山口県
  - 下関市
- 福岡県
  - 北九州市（門司区）

### 接続する高速道路
- E2A 中国自動車道（下関ICで直結）
- E3 九州自動車道（門司ICで直結）
- 北九州高速4号線（門司ICで接続）

## 関門トンネルとの関係
NEXCO西日本（西日本高速道路）は関門橋と関門トンネルの両者を一括して管理している。
高速道路で特に長距離物流を支える関門橋と、一般国道で地域交通を支える関門トンネルは補完的な関係にある。関門トンネルではおおよそ10年に1度、100日程度の補修工事が行われているが、全面通行止めとなるトンネル補修工事は迂回路となる関門橋が存在することで可能になっている。また、関門トンネルでの事故等の発生による全面通行止めの際には関門橋、関門橋が台風等の強風で通行止め（風速25メートル以上が目安）の際には関門トンネルが迂回路になっている。
関門トンネルが通行止めとなる際には料金調整が行われることがある。2017年3月7日から3月10日までの関門トンネルの換気設備更新のための工事では、自動車（125ccを超える自動二輪車を含む）の関門橋への迂回が必要となったが、関門橋の通行料金を関門トンネルに合わせるため特別料金を設定する料金調整が行われた。
なお、関門海峡は九州と本州を繋ぐ大動脈であることから、1994年に新ルートの関門海峡道路（下関北九州道路の一部）が地域高規格道路の候補路線になっている。

## ギャラリー
- 北九州側より
- 夜景（火の山公園より）
- ライトアップの様子
- みもすそ川公園より（夜）
- 下部（北九州市側より）
- 手前は「ブルーウィングもじ」（門司港レトロ側より）